# 樽見鉄道オハ2000形客車
樽見鉄道オハ2000形客車 （たるみてつどうオハ2000がたきゃくしゃ）は、東海旅客鉄道（JR東海）からオハ14形客車3両を譲受し、1994年（平成6年）から2006年（平成18年）まで使用された樽見鉄道の客車である。同様にJR東海から譲受したスハフ14形客車2両を改番した樽見鉄道スハフ2200形客車 （たるみてつどうスハフ2200がたきゃくしゃ）とともに運用された。譲受時にオハ2000形、スハフ2200形の形式が付与されたが、改番は書類上でのみ実施され、実車にはJR時代の番号がそのまま表示された。本項ではスハフ2200形についても記載する。

## 概要
1984年（昭和59年）10月に日本国有鉄道（国鉄）樽見線を第三セクターに転換して開業した樽見鉄道では、開業時から国鉄オハフ33形客車を改造、改番したオハフ500形客車による列車をラッシュ時に運転していたが、これの置き換えのため、1990年（平成2年）、1992年（平成4年）にJR東海から12系客車計5両を譲受し、オハ1000形、スハフ1100形とした。さらに、1994年（平成6年）にはJR東海から14系客車5両を譲受、オハ2000形、スハフ2200形とし、オハ1000形、スハフ1100形は観桜シーズンの臨時列車用となった。14系客車には譲受時にオハ2000形、スハフ2200形の形式が付与されたが、改番は書類上でのみ実施され、実車にはJR時代の番号がそのまま表示された。オハフ2000形、スハフ2200形は2006年（平成18年）3月に樽見鉄道の貨物列車、機関車牽引客車列車が廃止されるまで使用されたのち、同月に全車廃車された。

## 車体
国鉄においては、それまで遊休化した旧型車両を活用して運転されていた多客時の臨時列車、団体列車の質的向上を図るために12系客車が投入されてきたが、1972年（昭和47年）からは特急列車での運用を想定し、車内設備を当時製造されていた特急電車並みとした14系客車に製造が移行した。機関車に特別な装備を施すことなく110 km/hでの運転を可能とし、側窓が固定式、座席が簡易リクライニングシートとなるなどの特徴がある。
トイレ、洗面所各1箇所が前位側出入台の外側に配置された。トイレ、洗面所は別組立のユニット式で、搬入のため屋根に穴を設けてある。客用扉は700 mmの折戸を採用、片側に2箇所が設けられた。スハフでは便所・洗面所と反対側に車掌室が設けられ、車掌室側の妻面には監視用窓が設けられた。扉間には1,485 mm幅の固定窓がオハで片側9個、スハフで片側8個設置された。
車内はすべて2人掛け簡易リクライニングシートで、通路を挟んで両側にスハフに16組、オハに18組が設置された。出入台と客室は仕切りで区分され、仕切りには片開きの引き戸が設けられた。
樽見鉄道では国鉄、JR時代と車体には変化がないが、入線時にトイレは閉鎖された。 のちに車体裾の帯が消されている。

## 走行装置

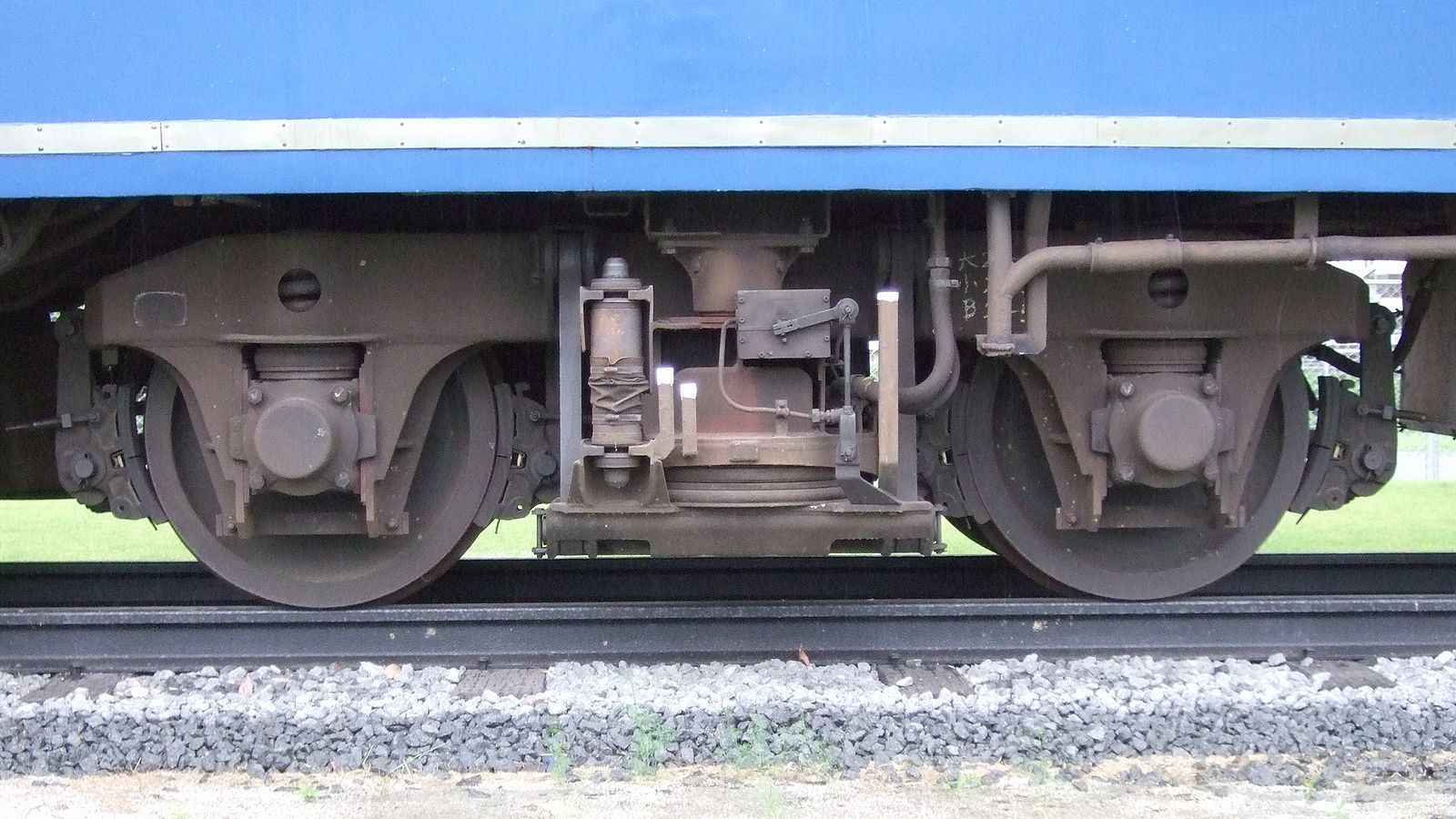
TR217系台車

台車は、20系客車用TR55B台車を改良したTR217系が採用されている。下揺れ枕式空気ばね、軸ばね式ペデスタル型軸箱支持である。制動装置は機関車側に特殊な装備がなくても110 km/h運転が可能なCLブレーキ装置で、1台車に2個ブレーキシリンダを設けた両抱き式とされた。

## 電源装置・空調装置
スハフ2200形の床下にはDMF15HZ-Gディーゼルエンジン（198.6 kW / 1,800 rpm）で駆動されるDM93発電機が搭載された。三相440 V 60 Hz、210 kVAを出力できる。
冷凍能力6.4 kW（5,500 kcal/h）のAU13A形冷房装置が、5台屋根上に搭載された。

## 車歴
| 形式       | 車両番号   | 製造       | 製造所     | 国鉄番号   | JR廃車       | 樽見入籍  | 樽見廃車  |
| ---------- | ---------- | ---------- | ---------- | ---------- | ------------ | --------- | --------- |
| オハ2000   | オハ14 5   | 1972年11月 | 新潟鐵工所 | オハ14 5   | 1994年4月1日 | 1994年4月 | 2006年3月 |
| オハ2000   | オハ14 8   | 1972年11月 | 新潟鐵工所 | オハ14 8   | 1994年4月1日 | 1994年4月 | 2006年3月 |
| オハ2000   | オハ14 13  | 1972年11月 | 富士重工業 | オハ14 13  | 1994年4月1日 | 1994年4月 | 2006年3月 |
| スハフ2200 | スハフ14 2 | 1972年11月 | 新潟鐵工所 | スハフ14 2 | 1994年4月1日 | 1994年4月 | 2006年3月 |
| スハフ2200 | スハフ14 4 | 1972年11月 | 富士重工業 | スハフ14 4 | 1994年4月1日 | 1994年4月 | 2006年3月 |

## 運用
1994年（平成6年）4月にオハ2000形3両、スハフ2200形2両がJR東海から購入され、オハ1000形、スハフ1100形に代わってラッシュ時の輸送力確保用列車に使用された。トイレが閉鎖された以外内外装に大きな変化はなかったが、のちに裾の帯が消されている。通常は3両編成で運用されたが、観桜シーズンは5両編成で臨時列車「うすずみブルーライン」として運転された。2006年（平成18年）3月に樽見鉄道の機関車牽引列車が廃止され、同月に全車廃車された。

### 書籍
- 『国鉄車両一覧』ジェイティービー、1986年。ISBN 4533044468。
  - 「12系 急行形客車」 pp. 200-201
  - 「国鉄車両諸元表」 pp. 328-510

### 雑誌記事
- 『鉄道ピクトリアル』通巻448号「新車年鑑1985年版」（1985年5月・電気車研究会）
  - 樽見鉄道（株）運輸部次長兼機関区長 大橋 邦典「樽見鉄道 ハイモ180-100形・ハイモ180-200形」 pp. 98-99

- 『鉄道ピクトリアル』通巻515号「特集 台車」（1989年8月・電気車研究会）
  - 大幡 哲海「写真でみる台車あれこれ」 pp. 25-35
  - 鉄道ピクトリアル編集部「国鉄・JRおよびメーカー別の台車リスト(I)」 pp. 50-55

- 『鉄道ピクトリアル』通巻534号「新車年鑑1990年版」（1990年10月・電気車研究会）
  - 藤井 信夫・大幡 哲海・岸上 明彦「各社別車両情勢」 pp. 180-197

- 『鉄道ピクトリアル』通巻582号「新車年鑑1992年版」（1992年5月・電気車研究会）
  - 藤井信夫、大幡哲海、岸上明彦「各社別車両情勢」 pp. 96-110
  - 「1991年度車両動向」 pp. 184-209

- 『鉄道ピクトリアル』通巻612号「新車年鑑1995年版」（1995年10月・電気車研究会）
  - 藤井 信夫、大幡 哲海、岸上 明彦「各社別車両情勢」 pp. 86-101
  - 「1994年度車両動向」 pp. 184-196

- 『鉄道ピクトリアル』通巻678号「特集 譲渡車両」（1999年12月・電気車研究会）
  - 鉄道ピクトリアル編集部「現有旅客用譲渡車両一覧」 pp. 62-68

- 『鉄道ピクトリアル』通巻757号「特集 12系・14系座席客車」（2005年2月・電気車研究会）
  - 岡田 誠一「12系・14系座席車のあゆみ」 pp. 10-27
  - 服部 朗宏「私鉄へ行った12系・14系客車」 pp. 28-32
  - 三宅 俊彦「12系・14系客車 1970年前後における運転の軌跡」 pp. 57-65
  - 藤田 吾郎「12系・14系座席客車 車歴表」 pp. 66-79
  - 「民鉄で活躍する12系・14系客車」 pp. 81

- 『鉄道ピクトリアル』通巻767号「鉄道車両年鑑2006年版」（2006年10月・電気車研究会）
  - 岸上 明彦「2005年度民鉄車両動向」 pp. 118-140
  - 「各社別新造・改造・廃車一覧」 pp. 205-220